# Lee-Metford
A Lee-Metford puska a brit hadseregben rendszeresített forgó-toló záras ismétlőpuska volt. A puska zárszerkezetét és a tíz lőszert befogadó tárat James Paris Lee, míg a 7 horonnyal huzagolt csövet William Ellis Metford tervezte. A Lee-Metford puska 1888-ban váltotta fel a Martini-Henry puskát, de csak rövid ideig volt rendszeresítve, mivel hamarosan ezt is kiváltotta a hasonló Lee-Enfield puska.

## Története, kialakítása

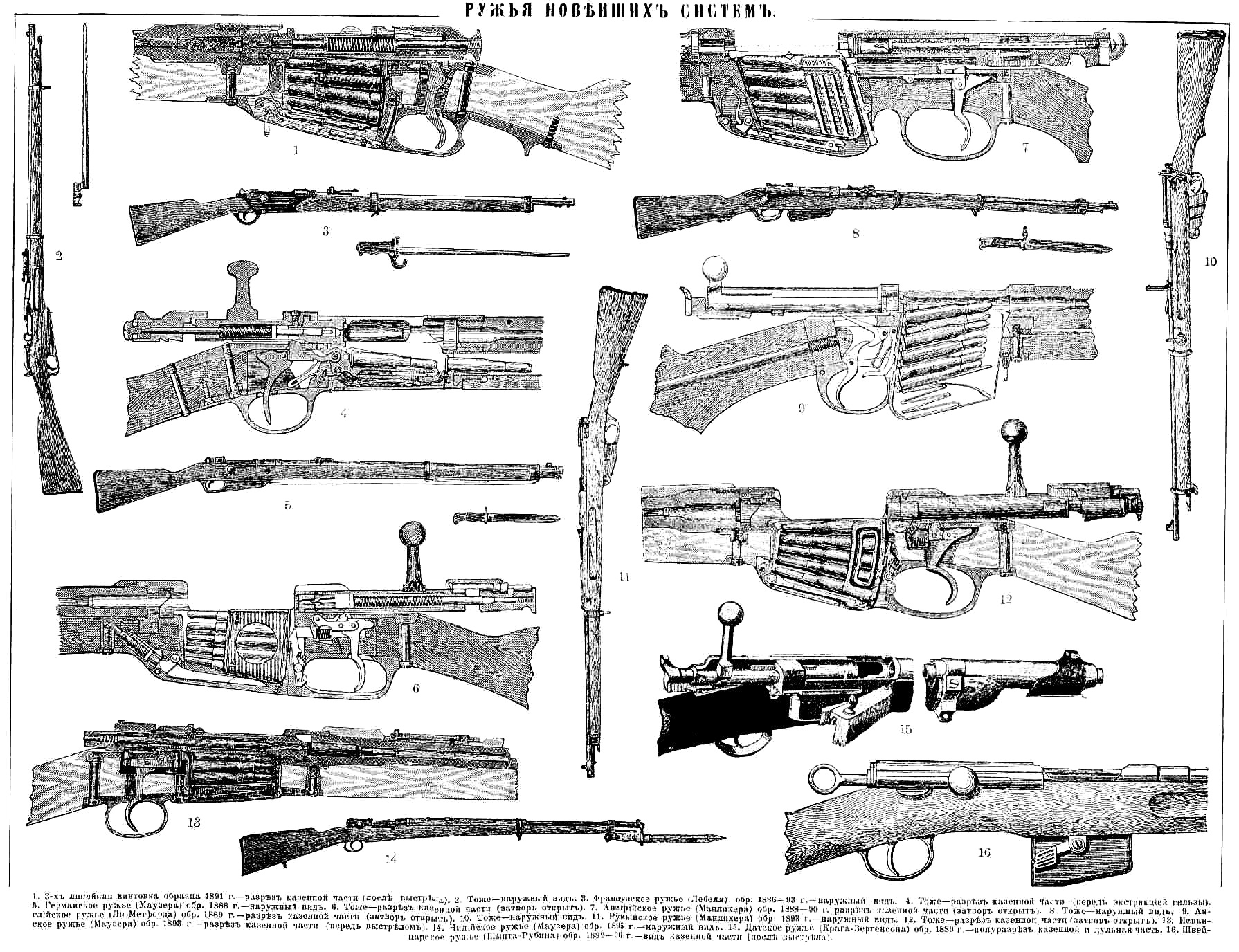
Katonai puskák 1905-ből. A 9. és 10. rajz ábrázolja a Lee-Metfordot.

A Lee által tervezett forgó-toló zárszerkezet jelentős újítást hozott a korabeli puskákhoz képest. A zárszerkezetet a puska hátulsó részére, a ravasz felé tervezte, ami sokkal könnyebben működtethetővé tette - a katonának kisebb úton kellett mozgatnia a kezét a zár nyitásához és zárásához. A forgó mozgás során a zár csak 60 fokot tett meg, szemben a korabeli francia és német puskáknál megszokott 90 fok helyett.
Lee emellett tervezett egy 10 lőszer befogadására alkalmas levehető tárat, ami szintén felülmúlta a korabeli vetélytársakat. A Metford által tervezett puskacső újdonsága a poligonális huzagolás volt, amely ellenállóbbá tette a puskát az el nem égett lőporból származó lerakódásokkal szemben.
Számos előnye és a technikai újítások ellenére a Lee-Metford puska már megjelenése időpontjában elavultnak számított, mivel a lőszerben fekete lőport alkalmaztak, ami jelentős füstképződéssel járt, de nem tudott olyan nagy kezdősebességet biztosítani a lövedéknek. Mire a Lee-Metfordot rendszeresítették a brit hadseregben, a fegyvertervezők már nekiláttak a füstmentes lőporral készülő, kisebb kaliberű puskák kifejlesztésének, amelyek jóval nagyobb kezdősebességet (és pontosságot) biztosítanak a lövedéknek, jóval kisebb mértékű fütképződés mellett. A .303 űrméretű lövedékekbe az eredeti tervek szerint az új robbanóanyagot, a korditot töltötték volna, de a kezdeti gyártási nehézségek miatt nem állt rendelkezésre elegendő mennyiségben, ezért kellett a fekete lőport felhasználni. Mire megjelentek az első, kordittal töltött lövedékek a Lee-Metfordhoz, kiderült, hogy a cső huzagolása nem is bírja a kordittartalmú lövedékeket és alig 5000 lövés után teljesen elhasználódik.
Rövid élettartama alatt a Lee-Metford számos változtatáson ment keresztül, de 1895-től kezdve fokozatosan felváltották a Lee-Enfield puskával, amely lényegében megegyezett vele, de a kordittartalmű lövedékekhez tervezték. Az új puska mélyebb huzagolása az erőteljesebb lövedékeket is jobban tolerálta, és az irányzékot pedig módosították a lövedék laposabb röppályájának megfelelően.
A Lee-Enfield megjelenése után a Lee-Metfordot lassacskán kivonták a szolgálatból, de a második búr háború (1899) kitörésekor még számos brit alakulat ezzel volt felfegyverezve. A Lee-Metforddal, de a Lee-Enfielddel felszerelt brit katonák jelentős hátrányban voltak a búr katonákkal szemben, akik német gyártmányú Mauserekkel rendelkeztek, amelyek nagyobb távolságon (kb. 400 méter felett) jóval pontosabbak voltak. A britek hátrányát elsősorban a rossz irányzékok és a gyári minőség-ellenőrzés hiánya okozta, miután ezeket kiküszöbölték, a brit fegyverek is elérték a Mauser pontosságát. A háború tapasztalatai alapján a britek egy teljesen új puska, a Pattern 1913 Enfield kialakítását tervezték, de az első világháború kirobbanása (1914) megakadályozta a tervezési folyamat befejezését és a brit hadsereg inkább a már bevezetett, ismert Lee-Enfield módosítása mellett döntött.
A polgári életben a Lee-Metfordot szívesen alkalmazták vadászfegyvernek és egészen az első világháború kirobbanásáig gyártásban maradt, mivel sokkal pontosabbnak tartották, mint az Enfield huzagolással készült fegyvereket. A lőszerek okozta elhasználódás ebben az esetben nem számított, mivel a tehetős tulajdonosoknak megvolt a lehetősége, hogy annyiszor cseréljék a csövet és a zárat, amikor erre szükségük volt.
Az 1839-ben alakult Atholl Highlanders skót gyalogezrednél a mai napig ceremoniális szerepre alkalmazzák a Lee-Metfield puskákat.

## Charlton automata puska

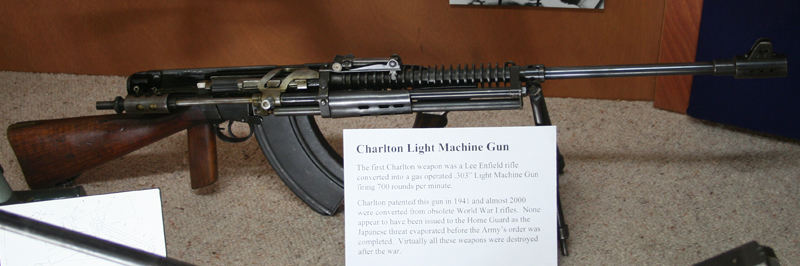
Charlton automata puska.

Kísérleti jelleggel számos Lee-Metford puskát építettek át félautomata töltőberendezéssel, ilyen volt a brit tervezésű Howell automata puska, vagy a dél-afrikai Reider automata puska. Ezek közül a kísérletek közül a legjobban ismert és a leginkább elterjedt a Charlton automata puska.
A Charltont az új-zélandi Philip Charlton tervezte 1941-ben, hogy valamennyire helyettesítse a brit Bren és Lewis könnyű géppuskákat, melyek sosem álltak rendelkezésre megfelelő számban.
A második világháború során az új-zélandi fegyveres erők a britek oldalán, Afrika északi részén harcolt. Amikor 1941-ben Pearl Harbor megtámadása után Japán is belépett a háborúba, az új-zélandi kormány fel akarta fegyverezni a honvédelmi csapatokat és anyagilag is támogatta az elvault Lee-Metfordok átalakítását.
A végeredmény a Charlton automata puska lett, amelyet 1942-től vezettek be az új-zélandi Home Guard-nál. Összesen 1500 db Charlton automata puska készült. Ausztráliában is gyártottak pár ilyen átalakított puskát, de a két fegyver jelentősen eltért egymástól külső megjelenésében (az új-zélandi Charltonnak például a puska első részén volt egy markolata, az ausztrál változatnak nem), de lényegében ugyanolyan elven működtek. A második világháború után a raktáron tartott Charltonok nagy része egy tűzvészben megsemmisült, de néhány példány ma is megtalálható múzeumokban és magángyűjteményekben.

## Fordítás
- Ez a szócikk részben vagy egészben  a   Lee-Metford című angol Wikipédia-szócikk fordításán alapul.  Az eredeti cikk szerkesztőit annak laptörténete sorolja fel. Ez a jelzés csupán a megfogalmazás eredetét és a szerzői jogokat jelzi, nem szolgál a cikkben szereplő információk forrásmegjelöléseként.

## Külső hivatkozások
- Lee-Metford Mark I, Mark I* (1888) and Mark II (1890) (militaryrifles.com)(angolul)